# 新扎波里日亚 (波洛希区)
新扎波里日亚（烏克蘭語：Нове Запоріжжя），是烏克蘭東南部扎波羅熱州波洛希區沃兹德维日夫卡市镇内的村落。距離多布羅皮利亞1公里，始建於1910年，面積1.51平方公里，海拔高度90米，2001年人口103人。